# آلن منکن
آلن مِنکِن (به انگلیسی: Alan Menken، زادهٔ ۲۲ ژوئیهٔ ۱۹۴۹) آهنگساز و پیانیست برنده ۸ جایزه اسکار اهل ایالات متحده آمریکا است. منکن شهرت فراوانی برای نگارش موسیقی برای پویانمایی دارد و برای بسیاری از برجسته‌ترین آثار هالیوودی در این زمینه موسیقی ساخته‌است. پری دریایی کوچولو، دیو و دلبر، علاءالدین و هرکول از آثار اوست. وی پس از آلفرد نیومن، دومین آهنگسازیست که جایزه‌های زیادی در زمینهٔ موسیقی متن و ترانهٔ فیلم اسکار برده‌است.